# Josef Kastein
Josef Kastein, seit 1918 als Pseudonym für Julius Katzenstein (* 6. Oktober 1890 in Bremen; † 13. Juni 1946 in Haifa), war ein deutsch-jüdischer Schriftsteller und Jurist.

## Biografie

### Familie und Ausbildung
Kastein war der zweite Sohn von Manus Katzenstein, einem Händler aus einer jüdischen Familie aus Hessen (Abterode), die 1886 nach Bremen übersiedelte. Er besuchte ab 1897 die Volksschule am Martinikirchhof, ab 1900 die Realschule an der Sögestraße und nach zweijähriger Unterbrechung durch eine Knochenkrankheit ab 1909 das Realgymnasium an der Kaiser-Friedrich-Straße in Bremen, das er 1911 mit dem Abitur abschloss. Während der Jugendzeit entwickelte er sich zu einem bewussten Juden zionistischer Prägung. 1911 nahm er am 10. Zionistenkongress in Basel teil. Er studierte danach Rechtswissenschaften an der Universität München, der Universität Freiburg, der Universität Berlin und der Universität Göttingen. Zugleich war er Mitglied einer zionistischen Studentenverbindung. Durch eine Palästina-Wanderfahrt wurde er 1913 nachhaltig geprägt. 1914 bestand er seine erste juristische Prüfung und wurde in Bremen zum Referendar ernannt. Erneut musste er zwischen 1915 und 1917 wegen seiner Krankheit mehrere Monate pausieren. 1917 wurde er mit einer Arbeit Ueber die rechtliche Natur der stillen Gesellschaft des HGB an der Universität Greifswald zum Dr. jur. promoviert. Von 1918 bis 1926 war er in erster Ehe verheiratet; seine beiden Söhne sind in Bremen geboren.

### Rechtsanwalt und Schriftsteller
Seinen Lebensunterhalt verdiente er nach dem Studium als Rechtsanwalt. Daneben entstanden erste literarische Werke mit dem Gedichtband Logos und Pan (1918), der Novellensammlung Die Brücke (1922) sowie mit Aufsätzen, die er unter seinem Pseudonym Josef Kastein herausgab. Dabei trennte er scharf seine Tätigkeiten als erfolgreicher Anwalt von der des freien Schriftstellers. Jüdische Themen (jüdische Literatur, Palästina etc.) behandelte er in seinen Werken der 1920er Jahre. 1926/27 entstand unter dem Titel Melchior sein hanseatischer Kaufmannsroman mit Bremenmotiven.
Kastein siedelte schon im Frühjahr 1926 in die Schweiz nach Ascona über. Er war nun nur noch als Schriftsteller tätig. Während der 1930er Jahre war Kastein ein international anerkannter Autor. Er publizierte vor allem in Zeitschriften (besonders in Martin Bubers Zeitschrift Der Jude). Bekannt wurde er aber vor allem durch einige Romane und die Geschichte der Juden von 1931. Dieses voluminöse Buch (633 Seiten), zu dessen Ausarbeitung er vom Ernst Rowohlt Verlag aufgefordert worden war, wurde in mehrere Sprachen übersetzt. Daneben entstanden weitere Schriften zu jüdischen Themen, die zum Teil ebenfalls übersetzt wurden. Schalom Ben-Chorin bezeichnete im Blick auf diese von einem zionistischen Standpunkt aus verfassten Werke Kastein als den „Historiker der jüdischen Seele“. 1934 wurden seine sämtlichen Publikationen in Deutschland verboten. 1936 entzog man ihm die deutsche Staatsbürgerschaft.
Kastein emigrierte 1935 nach Palästina. Er lebte in Haifa, lernte Hebräisch und verfasste in dieser Sprache auch seine letzten Werke. 1936 heiratete er  seine zweite Frau Margarethe Vogl, die den hebräischen Namen Shulamith annahm. Am 1. September 1939, als der Zweite Weltkrieg ausbrach, hielt Kasteins Frau sich zu einem Heimaturlaub in Wien auf; ihr wurde die Rückkehr nach Palästina verwehrt, und sie musste nach New York ausreisen, von wo aus sie ihren Mann nicht mehr wiedersah (sie starb dort 1983). Mehrere Versuche Kasteins, in die USA auszuwandern, scheiterten. Seine Mutter wurde 1942 von Bremen in das Konzentrationslager Theresienstadt deportiert und dort ermordet.
2004 wurden aus Kasteins Nachlass autobiographische Erinnerungen herausgegeben. In ihnen beschreibt er seine Kindheit in Bremen. Dabei zieht sich die Frage nach der Abgrenzung gegenüber den „anderen“ wie ein roter Faden durch den Text.

## Werke
- Josef Kastein als Julius Katzenstein: Ueber die rechtliche Natur der stillen Gesellschaft des HGB[1], H. Adler, Greifswald 1917 DNB 570429129 OCLC 65143548 (Dissertation Universität Greifswald 1917, 86 Seiten).

### Eine Geschichte der Juden
- Eine Geschichte der Juden. (1.–4. Tausend), Berlin: Ernst Rowohlt Verlag, 1931 [„Albert Einstein verehrungsvoll zugeeignet“] Digitalisat / (5.–6. Tausend), Berlin: Rowohlt, 1933 / (6.–7. Tausend), Rowohlt, Berlin 1934 / [8.–10. Tausend], Wien: Löwit, 1935 / Neue erweiterte Ausgabe (11.–13. Tausend), Löwit, Wien / Jerusalem 1938.
- Een geschiedenis der joden. Geautor. vert. uit het Duitsch door J. L. Snethlage, van Loghum Slaterus, Atnhem 1933.
- Storia del popolo d'Israele. Traduzione dal tedesco di Emilia Durini, Editore Corbaccio, Mailand 1935.
- History and destiny of the Jews. Translated by Huntley Paterson. New York: Viking Pr. 1935 / Garden City publishing co., Inc., New York City 1936 [Nachdruck: Simon Publications 2001].
- Toledot ha'ummah hajjisra'elit. Sefer 1 [/2 in 1 Bd.] [Josef Qastajin]. Tirgem miggermanit J. L. Baruk, Debir, Tel Aviv um 1938.
- Historia y destino de los judíos. [Trad. directa por Sigisfredo Krebs],  Editorial Claridad, Buenos Aires 1945 (Biblioteca de grandes obras famosas; Vol. 3).

### Weitere Werke zur jüdischen Geschichte / Essays
- Joodsche problemen in het heden. Geautor. vert. van E. M. Kleerekoper, van Loghum Slaterus, Arnhem 1933.
- Juden in Deutschland. 1935.
  - Jews in Germany. Translated from the German by Dorothy Richardson. With a preface by James Stephens, Cresset Press, London 1940.
- Jüdische Neuorientierung.Löwit, Wien 1935.
- Theodor Herzl. Das Erlebnis des jüdischen Menschen. Löwit, Wien 1935.
- Das Geschichtserlebnis des Juden, 1936.
- Jerusalem. Die Geschichte eines Landes. Löwit, Wien und Jerusalem 1937.
- Wege und Irrwege. Drei Essays zur Kultur der Gegenwart, Tel Aviv: Ed. Olympia, o. J. Tel Aviv um 1952.
- Was es heißt, Jude zu sein. Hrsg. von Jürgen Dierking / Johann-Günther König, Edition Temmen, Bremen 2004.

### Romane, Novellen und Theaterstücke
- Josef: Logos und Pan: Eine Liederkette aus unserem Leben.R. Loewit, Berlin / Wien 1918.
- Arbeiter: Eine dramatische Szene. Jüdischer Verlag, Berlin 1921.
- Die Brücke: Novellen. A. Junker, Berlin 1922.
- Pik Adam. Roman. Th. Knaur Nachf, Berlin 1927.
- Melchior. Ein hanseatischer Kaufmannsroman.Friesen, Bremen 1927 (Nachdruck: Döll-Verlag, 1997).
- Sabbatai Zewi. Der Messias von Ismir. Ernst Rowohlt Verlag, Berlin 1930.
- Uriel da Costa oder Die Tragödie der Gesinnung. Ernst Rowohlt, Berlin 1932.
- Süsskind von Trimberg oder Die Tragödie der Heimatlosigkeit. Palestine Publishing Company, Jerusalem 1934.
- Herodes. Die Geschichte eines fremden Königs. Löwit, Wien und Jerusalem 1936.
- Jeremias: Der Bericht vom Schicksal einer Idee. Löwit, Wien und Jerusalem 1938.
- Eine palästinensische Novelle. Selbstverlag, Haifa 1942.

### Schriftenverzeichnis
- Alfred Dreyer: Joseph Kastein (1890–1946). Bibliographie. In: Bulletin des Leo Baeck Instituts. 1985, Nr. 71, S. 35–56.